# ボリャロヴォ
ボリャロヴォ（ブルガリア語: Боля̀рово, ラテン文字転写: Bolyarovo）は、ブルガリアのヤンボル州にある小さな町。トルコ国境の近くに位置する。同名のボリャロヴォ市の行政の中心地で、人口は1303人（2009年12月）。
オスマン帝国時代はパシャキョイ (Paşaköy) という地名だった。